# Jób lázadása
A Jób lázadása Kabay Barna és Gyöngyössy Imre rendezésében 1983-ban bemutatott 35 mm-es, színes, magyar filmdráma. 2020 januárjában a filmet a Magyar Nemzeti Filmarchívum munkájának köszönhetően 4K felbontású digitálisan felújított változatban ismét bemutatták.

## Cselekmény
A film gondolati alaptémájául Jób könyve szolgál. Azé a Jóbé, aki a Szentírás szerint „istenfélő igaz emberként boldogságban és gazdagságban él, de váratlanul és vétlenül balsors tör rá: élete válságba kerül.” Próbatételei végén Jób megérti és elfogadja Isten hatalmasságát. Átvitt értelemben a terheket méltósággal, szerénységgel viselő ember példaképe Jób alakja.  Gyöngyössy Imre filmje a második világháború megrázó és kényes időszakáról szól. Az idősödő, zsidó Jób, feleségével, Rózával, egy Tisza mentén található meg nem nevezett kis magyar faluban élnek az 1940-es évek elején. A történet sorsszerűsége, hogy hét gyermeküket korán elvesztették, ezért a család örökös nélkül maradt. 1943-ban cseles jogi manőverekkel - és persze nem kevés pénzért -, örökbe fogadják az árva, katolikus neveltetésű Lackót. Kvázi örököst vásárolnak maguknak. Jób és a felesége úgy akarnak tekinteni a fiúra, mint a saját gyermekükre. A férfi elkezdi tanítani Lackót, érintőlegesen megismerteti a Talmuddal, az evilági bölcsességgel és a zsidó vallással. A kezdeti konfliktusok után kiderül, hogy az árva Lackó nagyon eszes, fogékony és életrevaló gyermek. A fasizmus felhői viszont gyülekeznek és rövidesen elérik a Tisza menti kis falut is. Egy nap Jóbot és Rózát koncentrációs táborba hurcolják. Mielőtt ez megtörténik, sorsuk és végzetük teljes tudatában Lackót és elrejtett javaikat korábbi cselédeikre bízzák azzal az ígérettel, hogy azok gondját viselik a gyermeknek, míg felnő.

## Fogadtatása
A Jób lázadása osztatlan elismerést váltott ki mind a szakma, mind a közönség körében. A kritikák méltatták, számos hazai és nemzetközi filmes díjat megnyert, többek között jelöltje volt az 1984-es Oscar-díjnak a legjobb külföldi film kategóriában, Sanremóban nagydíjat, Fondiban (1986) fődíjat kapott, Cannes-ban pedig kiemelten méltatta a zsűri. Filmszínházban és televízióban is többször játszották, DVD-n is megjelent. A film a világ számos országába eljutott, angol nyelvterületen Job's Revolt címmel vetítették.

## Kritikák
„Ahogy Jób és Róza örökbe fogadják Lackót, az életbe vetett bizalmuk, optimizmusuk fejeződik ki, ezzel a tettükkel természeti és történelmi végzettel egyaránt dacolnak. A természetivel azért, mert hét gyermekük halála után mégis utódot nevelnek, a történelmivel pedig azért, mert keresztény kisfiút választanak, akire vagyonuk, javaik mellett erkölcsi tartásukat, tisztességüket, szeretetüket hagyhatják, s akiben ilyen módon az ő elhurcoltatásuk ellenére is folytatódik az élet.” (M. Gy.: Jób lázadása. Kritika, 1984. 1. sz.)
„A film arra tesz kísérletet, hogy gyerekszemmel, gyerekfigyelemmel kövesse azt, ami valóságban már-már felidézhetetlen! Valószínű, hogy személyes okok miatt érzem ezt a megközelítést nagyon megrendítőnek. Én 1944-ben tizenkét éves voltam, alig több, mint a főszereplő kisfiú, amikor egy vidéki városban az egyik osztálytársam egyszer csak nem jött többé iskolába. Hamarosan megtudtuk, hogy miért: az egész család öngyilkos lett. Zsidó család volt, az apa orvos. Olyan ember, aki világosan látta, hogy mi következik, és meg akarta kímélni a családját a készülő szörnyűségektől.” (Jelenits István: Jób lázadása. Zsidó sorsok magyar filmen, 2001)

„Az ószövetségbeli Jób »feddhetetlen, igaz, istenfélő és bűngyűlölő vala«, ám az Úr próbára tette, és egy nap alatt mindenét (hét fiát, összes szolgálóját és állatát) elvesztette. Az (eleinte) az őt ért csapásokat zokszó nélkül tűrő hős az Isten akaratába való belenyugvás szimbóluma. A mi Jóbunk ezzel szemben, egy egyszerű, ám módos falusi zsidó a második világháború idején – aki szintén hét gyermekét temette már el – nem nyugszik bele Isten akaratába, sőt a többi falubeli zsidó szerint istenkáromló módjára egyenesen ellenszegül neki, amikor a városi árvaházból magához vesz egy keresztény kisfiút, Lackót. Feleségével, Rózával először csak az egész hosszú életük alatt felhalmozott jószágot, házat, vagyont akarják valakire örökíteni, ám végül sokkal több mindent hagynak rá – ahogy ők is rengeteget kapnak a kisfiútól. Ebben az értelemben Jób be is teljesíti a bibliai névrokon sorsát, hiszen »az Úr jobban megáldá a férfi életének végét, mint kezdetét«. (Vajda Judit: Jób lázadása (1983). magyar.film.hu 2006.szeptember 28.)”

## A szereplők
- Zenthe Ferenc (Jób)
- Temessy Hédi (Róza)
- Rudolf Péter (Jani)
- Léticia Cano (Ilka)
- Verebes István (Rabbi hangja)
- Gálffi László (Cirkuszos)
- Fehér Gábor (Lackó)
- Görbe Nóra (Ilka hangja)
- Ambrus András (Ügyvéd)
- Oszter Sándor (Árvaház igazgatója)
- Blaskó Péter (Fiatal szomszéd)
- Kádár Flóra (Nagymama)